# Thamnodynastes marahuaquensis
Espèce
Statut de conservation UICN

 LC  : Préoccupation mineure
Thamnodynastes marahuaquensis  est une espèce de serpents de la famille des Dipsadidae.

## Répartition
Cette espèce est endémique du Cerro Marahuaca dans l'État d'Amazonas au Venezuela.

## Description
C'est un serpent vivipare.

## Étymologie
Son nom d'espèce, composé de marahuaqu[a] et du suffixe latin -ensis, « qui vit dans, qui habite », lui a été donné en référence au lieu de sa découverte, le Cerro Marahuaca.

## Publication originale
- Gorzula & Ayarzagüena, 1996 "1995" : Dos nuevas especies del género Thamnodynastes (Serpentes: Colubridae) de los tepuyes de la Guayana venezolana. Publicaciones de la Asociación Amigos de Doñana, vol. 6, p. 1-17.